# Bruce Fulton

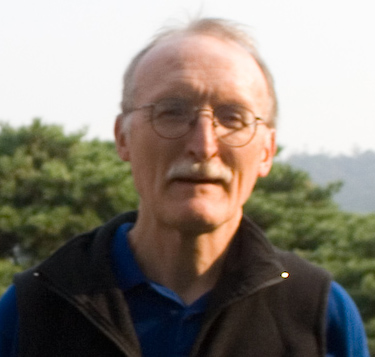
Bruce Fulton.

Bruce Fulton es un profesor de literatura coreana y un destacado traductor de ficción contemporánea coreana con una amplia lista de publicaciones. Ha vivido en Corea y en Canadá, y está casado con la traductora Ju-Chan Fulton.

## Biografía
Fulton se licenció en filosofía por la Universidad Bowdoin en 1970, de Estudios regionales de Corea por la Universidad de Washington en 1983 y se doctoró en Literatura moderna coreana por la Universidad Nacional de Seúl.
Bruce Fulton y su mujer se conocieron en la Universidad Nacional de Seúl en 1978 cuando él estaba como voluntario en el Cuerpo de paz. Se casaron en 1979 y se dieron cuenta de que juntos eran "el equipo de traducción ideal": él era un hablante nativo de inglés que sabía coreano y era ella una hablante nativa de coreano que sabía inglés.
Es el primer propietario de la silla Young-bin en el departamento de Literatura coreana y traducción literaria del departamento de Estudios de Asia de la Universidad de la Columbia Británica. Ha recibido varios galardones, entre ellos el premio de traducción de la Fundación Daesan.

## Obra
Ha traducido novelas como El enano de Cho Se-hui, y recopilaciones como Tierra de exilio, La habitación roja y Almas perdidas: historias de Hwang Sunwon. Su traducción más reciente es Río de fuego y otras historias de O Chonghui, que contiene nueve historias, escrito entre 1968 y 1994, que describe la disfunción de una familia, el declive de la tradición y la pérdida del amor desde la perspectiva de una mujer.
Siempre matiza que casi todas sus traducciones han sido trabajos conjuntos con su mujer Ju-Chan Fulton.
Trabaja como profesor en el departamento de Estudios asiáticos de la Universidad de la Columbia Británica, donde enseña literatura coreana moderna e investiga sobre ficción coreana moderna y su traducción.

## Traducción
- El castillo móvil, por Hwang Sun-wŏn (Seúl: Si-sa-yong-o-sa, 1985)
- Words of Farewell: Stories by Korean Women Writers (Seattle: Seal Press, 1989)
- Tiempo de despedida: Ficción coreana contemporánea (traducción con Marshall R. Pihl). Armonk, N.Y.: M.E. Sharpe, 1993.
- Caminante: Nueva ficción de mujeres coreanas. Seattle: traducción de mujeres, 1997.
- Una vida preparada: Maestros tempranos de la ficción coreana moderna (trans. With Kim Chong-un) (Honolulu: University of Hawai’i Press, 1998)
- Noche azul oscura, por Ch’oe In-ho (Seúl: Jimoondang,2002)
- Mi inocente tío, por Ch’ae Manshik (traducción con Kim Chong-un y Robert Armstrong), ed. Bruce Fulton y Ross King. Seúl: Jimoondang, 2003.
- El último de Hanak’o, de Ch’oe Yun (Seúl: Jimoondang,2003)
- Chinatown, por O Chŏng-hŭi (Seúl: Jimoondang, 2003)
- Un hombre, por Hwang Sun-wŏn (Seúl: Jimoondang, 2003)
- Árboles en una pendiente, por Hwang Sun-wôn (Honolulu: University of Hawai’i Press, 2005)
- Decencia humana por Kong Chi-yŏng (trans. con Kim Miza and Suzanne Crowder Han). Seúl: Jimoondang, 2006.
- El enano, por Cho Se-hŭi (Honolulu: University of Hawai’i Press, 2006)
- Tierra de exilio: ficción coreana contemporánea, exp. ed. (trans. con Marshall R. Pihl). Armonk, N.Y.: M.E. Sharpe, 2007.
- Allí cae un pétalo en silencio: tres historias de Ch’oe Yun. New York: Columbia University Press, 2008.
- La habitación roja: historias de trauma en la Corea contemporánea. Honolulu: University of Hawai’i Press, 2009.
- Almas perdidas: historias de Hwang Sunwŏn. New York: Columbia University Press, 2009.
- Madre, una obra de Chang Chŏng-il, Korea Journal, octubre de 1989, pp. 56–62
- "Cuervos," por Yi T'ae-jun, (Seúl: Korean National Commission for Unesco, 1994), pp. 5–21